# Danizy
Danizy ist eine französische Gemeinde mit 624 Einwohnern (Stand 1. Januar 2022) im Département Aisne in der Region Hauts-de-France. Sie gehört zum Arrondissement Laon, zum Kanton Tergnier und zum Gemeindeverband Chauny-Tergnier-La Fère. Die Bewohner werden Daniziens und Daniziennes genannt.

## Geografie
Die Gemeinde Danizy liegt an der Mündung der Serre Oise, 22 Kilometer nordwestlich von Laon und 24 Kilometer südlich von Saint-Quentin. Nachbargemeinden von Danizy sind Anguilcourt-le-Sart im Norden, Versigny im Nordosten, Rogécourt im Südosten, Charmes im Südwesten, La Fère im Westen sowie Achery im Nordwesten.

## Bevölkerungsentwicklung
| Jahr                       | 1962 | 1968 | 1975 | 1982 | 1990 | 1999 | 2006 | 2012 | 2021 |
| Einwohner                  | 484  | 492  | 586  | 619  | 560  | 560  | 554  | 591  | 639  |
| Quellen: Cassini und INSEE |      |      |      |      |      |      |      |      |      |

## Sehenswürdigkeiten

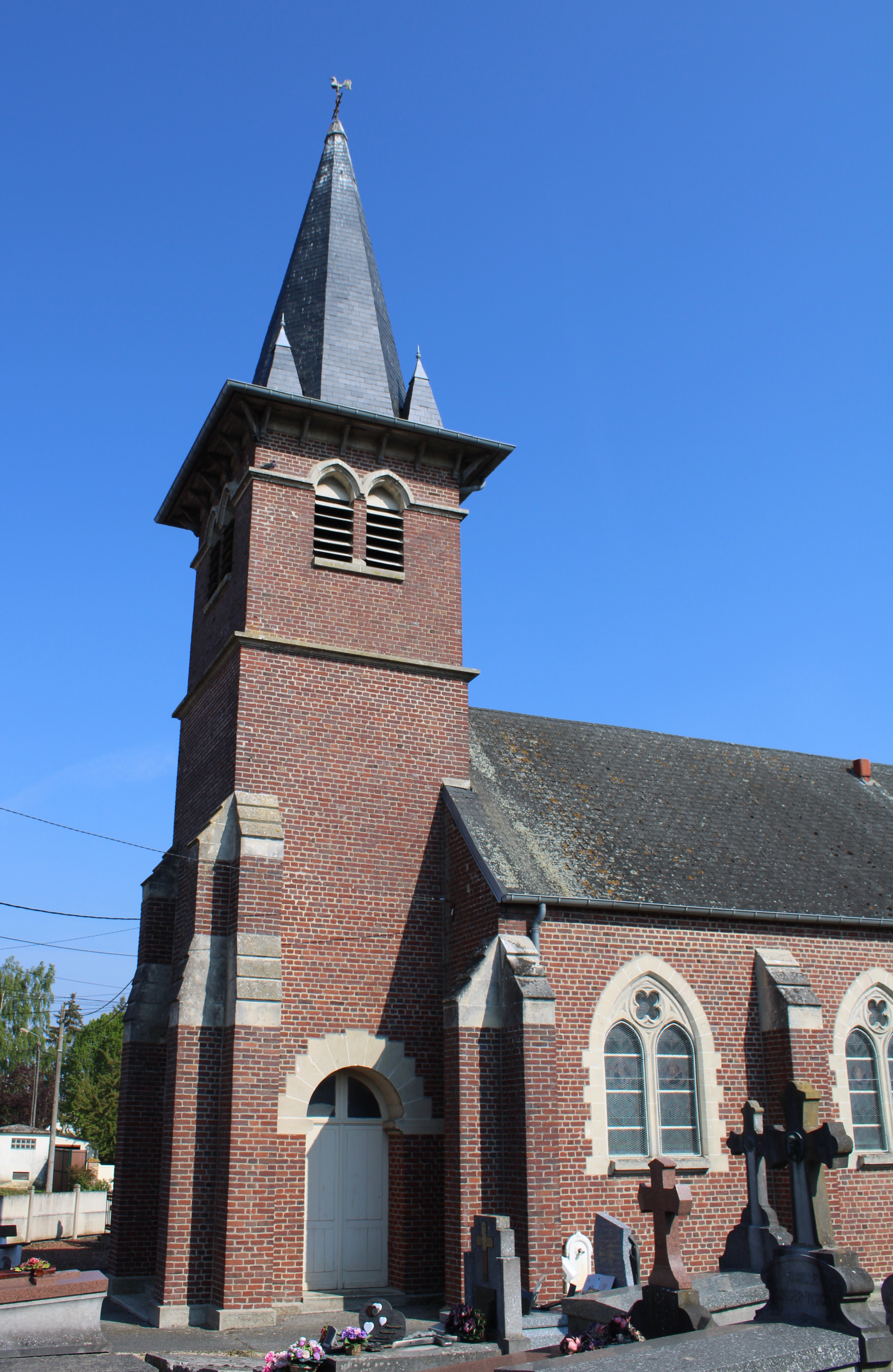
Kirche Saint-Pierre
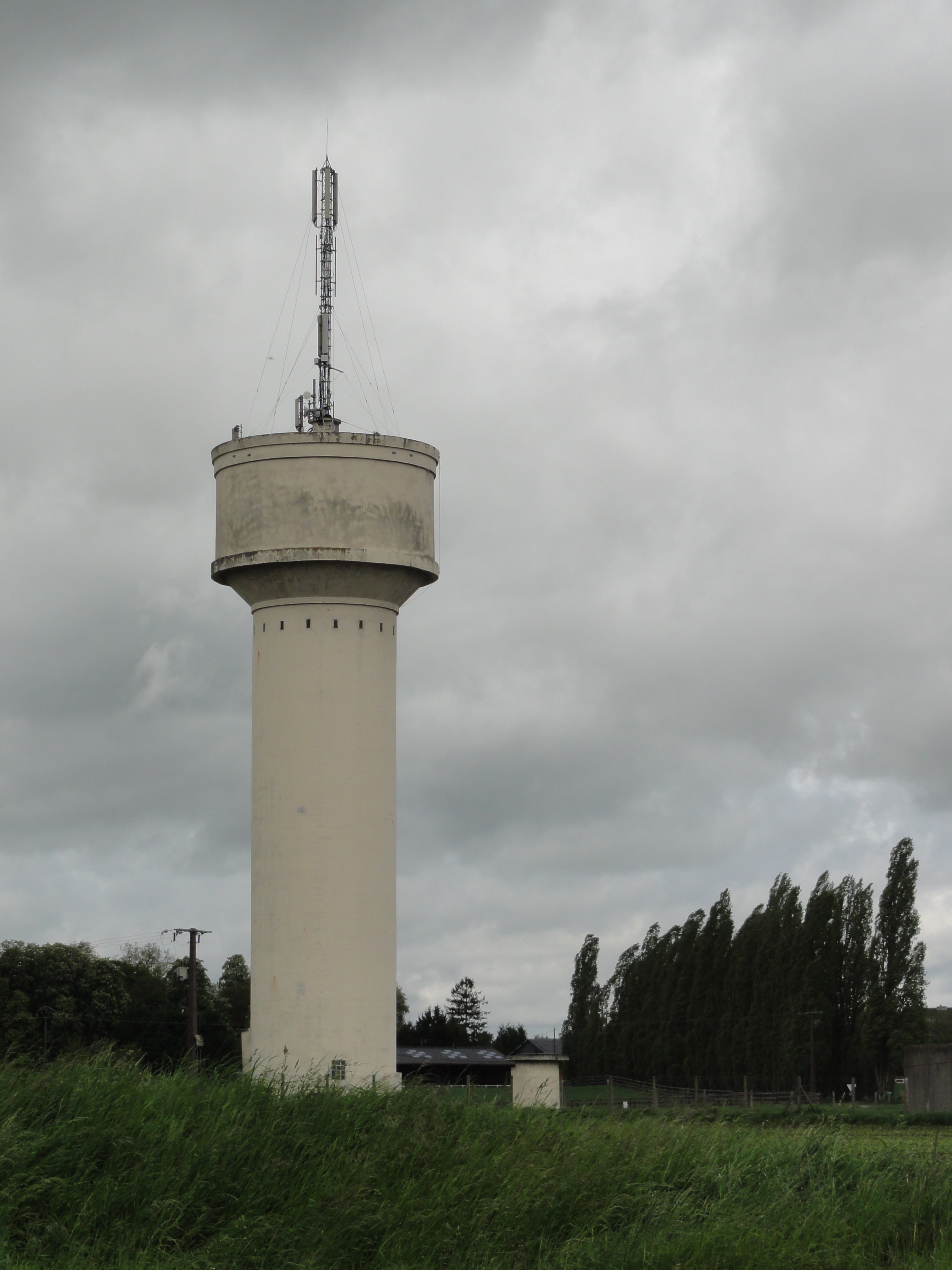
Wasserturm
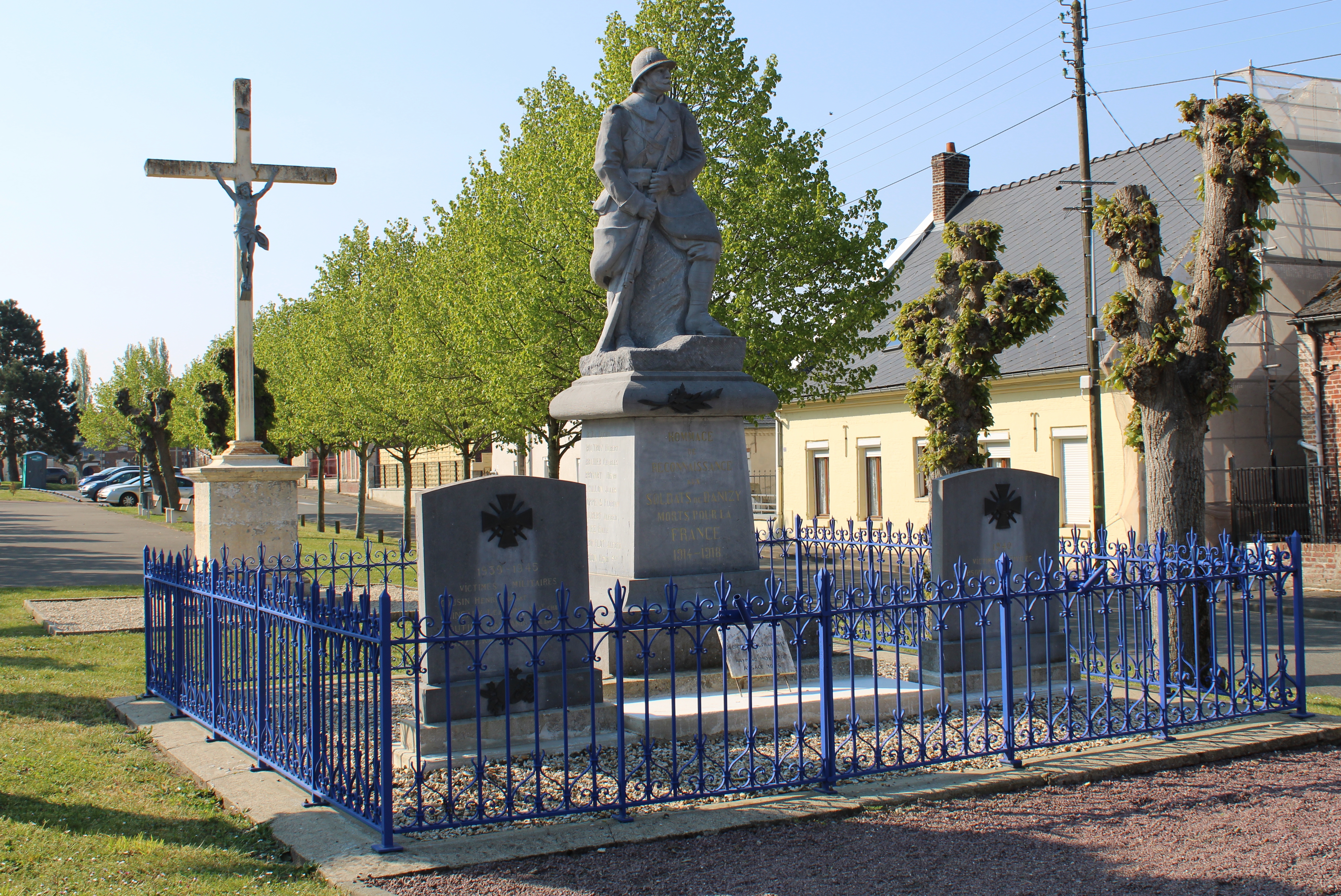
Gefallenendenkmal

- Kirche Saint-Pierre
- Wasserturm
- Gefallenendenkmal